# Notturno op. 32 n. 1 (Chopin)
Il Notturno op. 32 n. 1 in Si maggiore è una composizione di Fryderyk Chopin scritta fra il 1836 e il 1837.

## Storia
Il Notturno in Si maggiore, come l'altro dell'op. 32 in La bemolle maggiore, fu composto tra il 1836 e l'anno successivo, ma, secondo alcuni studiosi, i primi abbozzi, riguardanti in particolare la prima sezione, dovrebbero risalire ad anni più giovanili, soprattutto per alcune caratteristiche vicine alle opere di Field i cui influssi sull'opera di Chopin sono avvertibili solo fino agli anni fra il 1831 e il 1832.
Chopin amava molto questa sua composizione e la proponeva spesso ai propri alunni per un attento studio, come è dimostrato dalle molteplici annotazioni presenti sugli spartiti adoperati e che ci sono rimasti; in quello della signora Camille Dubois vi è grande ricchezza di appunti, di notevole importanza per la comprensione della diteggiatura voluta dal musicista. All'epoca i due notturni erano diventati molto popolari e apprezzati dal pubblico, tanto che August Wilhelmj ne fece in seguito una trascrizione per violino.

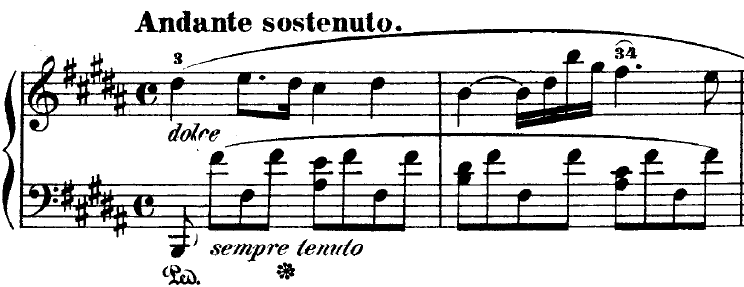
Battute iniziali del Notturno in Si maggiore

## Analisi
Il brano occupa un posto particolare fra i Notturni chopiniani soprattutto per la sua costruzione. Simile a quello in Sol minore op. 15 n. 3 poiché presenta due sezioni ed è privo della ripresa, in realtà si distacca anche da quello per caratteristiche uniche.
Il primo tema, dolce e meditativo, è ben delineato, mentre il secondo è meno definibile e presenta una lunghezza notevole. Ha un aspetto di «melodia continua», realizzata con elementi della prima parte, viene ad assumere un aspetto di divagazione sognante. La pacatezza viene però interrotta all'improvviso, quasi un brusco risveglio che riconduce a una realtà drammatica. Dopo un accenno di cadenza, un lungo trillo sembrerebbe proporre la ripresa, ma un accordo di tonalità inaspettata porta a una nota ripetuta, minacciosa, un Fa suonato dalla mano sinistra, simile a un battito di tamburo che preannuncia la tragedia. Le ultime battute del Notturno sono costituite da un recitativo tormentato e angosciato che spezza l'illusione del sogno; è una conclusione che va oltre ogni regola di costruzione e che Chopin non ripeterà più in altre composizioni.